# گری ویلیامز (بازیکن فوتبال، زاده ۱۹۵۴)
گری ویلیامز (انگلیسی: Gary Williams؛ زادهٔ ۸ مارس ۱۹۵۴) بازیکن فوتبال اهل بریتانیا است.
از باشگاه‌هایی که در آن بازی کرده‌است می‌توان به باشگاه فوتبال مارین، باشگاه فوتبال پرستون نورث اند، باشگاه فوتبال برایتون اند هوو آلبیون و باشگاه فوتبال کریستال پالاس اشاره کرد.